# Amtsgericht Barr

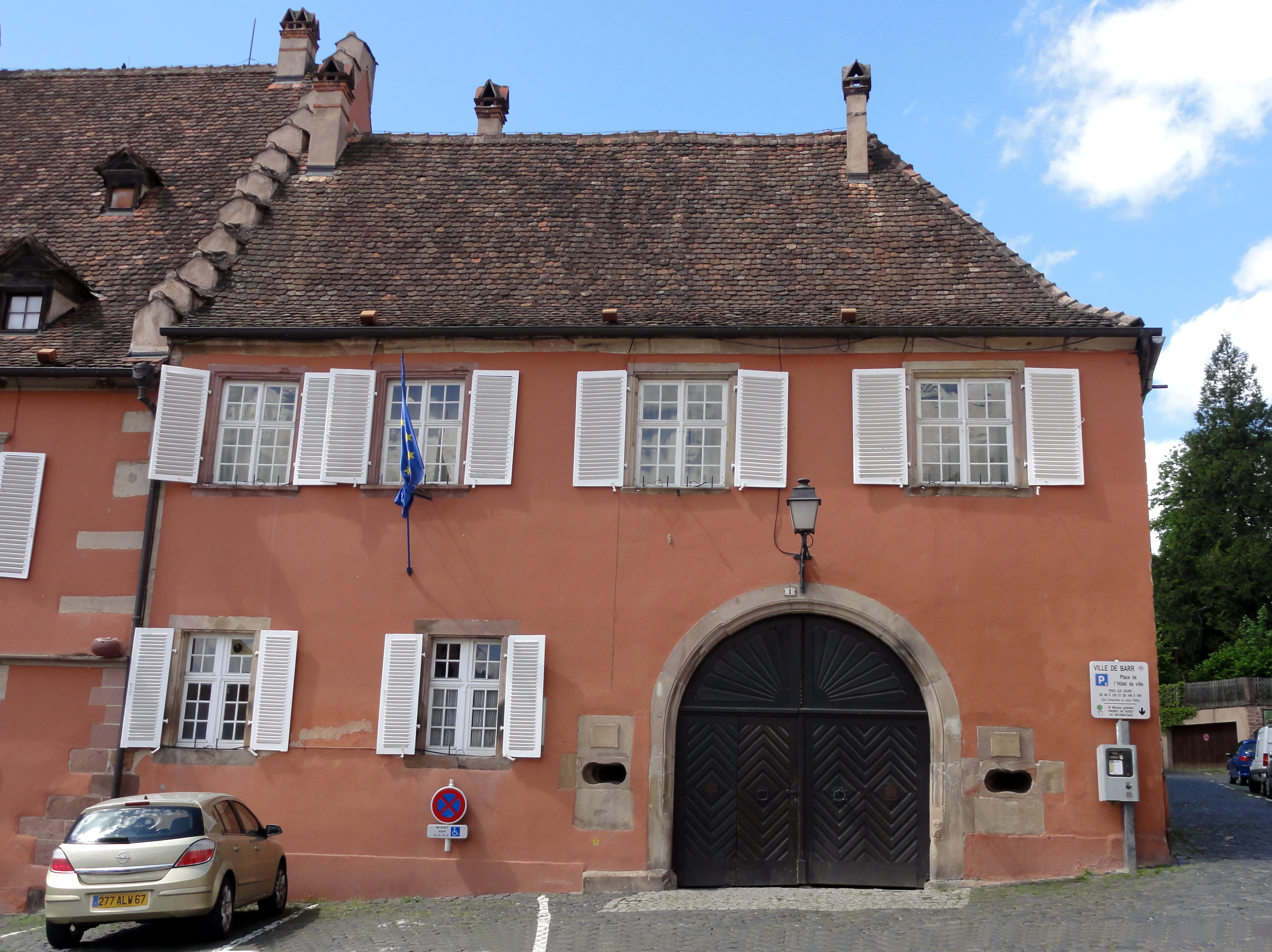
Gerichtsgebäude

Das Amtsgericht Barr war ein deutsches Amtsgericht mit Sitz in Barr in den Jahren 1879 bis 1918.

## Geschichte
Barr war Sitz eines französischen Friedensgerichts. Nach der Abtretung Elsass-Lothringens im Frieden von Frankfurt an das Deutsche Reich 1871 wurde die Gerichtsstruktur mit dem Gesetz, betreffend Abänderung der Gerichtsverfassung vom 14. Juli 1871 und der Ausführungsbestimmung hierzu vom gleichen Tag neu geregelt. Dabei wurden die Friedensgerichte beibehalten.
Im Rahmen der Reichsjustizgesetze wurden 1879 die Friedensgerichte im Reichsland Elsass-Lothringen aufgehoben und Amtsgerichte gebildet. Das Amtsgericht Barr war dem Landgericht Colmar nachgeordnet.
Am Gericht bestand 1880 eine Richterstelle. Das Amtsgericht war ein kleines Amtsgericht im Landgerichtsbezirk.
Der Gerichtsbezirk umfasste 1895 den Kanton Barr mit 165 Quadratkilometern und 20.388 Einwohnern und 16 Gemeinden.
Mit der Verordnung des Statthalters, betreffend die auswärtigen Gerichtstage der Amtsgerichte vom 4. Dezember 1903 wurde festgelegt, dass das Amtsgericht Barr Gerichtstage in Dambach für die Gemeinden Blienschweiler, Dambach und Nothalten abhalten sollte.
Nach der Abtretung Elsass-Lothringens an Frankreich nach dem Ersten Weltkrieg wurde das Amtsgericht Barr als „Tribunal cantonal Barr“ weitergeführt. Im Zweiten Weltkrieg wurde 1940 von der deutschen Besatzungsmacht die vorgefundene Gerichtsstruktur unter Verwendung deutscher Ortsnamen und Behördenbezeichnungen, hier also wieder als Amtsgericht Barr, fortgeführt.

## Gerichtsgebäude
Das Amtsgericht war im Seitenflügel des Rathauses untergebracht.